# Valoración de activos financieros con aversión a la pérdida
Valoración de activos financieros con aversión a la pérdida
El modelo de valoración de activos financieros (CAPM) basado en trabajo original de Harry Markowitz supone que los inversores se comportan de acuerdo a la teoría de la utilidad esperada de John Von Neumann y Oskar Morgenstern y que la varianza de retornos es una medida adecuada de riesgo. Este artículo resumen una alternativa de valoración basada en la aversión a la pérdida que es generalmente libre de supuestos sobre la distribución de probabilidades de los activos y que no requiere que los inversores maximicen la utilidad esperada de retornos o que los mismos sigan la distribución normal o la distribución estable de Vilfredo Pareto, y que permite oblicuidad u otras características de la distribución de retornos.

## Selección de porfolios de acuerdo a seguridad-primero
Varias alternativas a la teoría del CAPM basadas en la media y la desviación estándar han sido propuestas en la literatura, comenzado con el criterio de seguridad-primero debido a D. Roy que requiere que el portafolio minimice la probabilidad de desastre, definida como el retorno o nivel de riqueza por debajo de un nivel s. En símbolos:
min Pr(X ≤ s),  donde X es el retorno o nivel de riqueza aleatorio.
Posteriormente, L. G. Telser propuso un criterio más general que consiste en maximizar el retorno esperado sujeto a la restricción que la probabilidad que el retorno debajo del nivel s no supere el α quartil de la distribución, es decir,
max E(X) subjeto a Pr(X ≤ s) ≤ α, donde E es la esperanza matemática.
E. Arzac and V. Bawa propusieron la siguiente forma de preferencia lexicográfica para el principio de seguridad-primero:
max (π, μ ), donde π =1 si P = Pr {X ≤ s} ≤ α,  π = 1 –  P de otro modo, y μ = E(X).
Este criterio ordena dos portafolios lexicográficamente de acuerdo a π y μ.
El portafolio con mayor probabilidad de satisfacer la restricción de seguridad-primero es el preferido y el orden de dos portafolios con el mismo π se hace de acuerdo a los valores esperados de μ. Se puede demostrar que este criterio satisface dominio estocástico de primer grado. Los criterios de Roy y Telser violan el requerimiento de dominio estocástico.
Inversores que se comportan de acuerdo al principio lexicográfico seguridad-primero exhiben aversión al riesgo en el sentido de Kenneth Arrow, exhiben aversión al riesgo absoluta y su aversión al riesgo relativa puede ser creciente  (para s < 0), constante (para s = 0), o decreciente (para s>0). También, el problema de portafolio satisfice la propiedad de separación en el sentido que puede ser separado en dos problemas: La elección de las proporciones óptimas de activos a riesgo, y la elección de la escala del porfolio a riesgo y la cantidad de deuda. Esta propiedad extiende la clase de preferencias que admiten separación más allá de aquellas que satisfacen la teoría de la utilidad esperada.

## Valoración de activos con aversión a la pérdida
La propiedad de separación exhibida por los inversores que se comportan de acuerdo al principio lexicográfico de seguridad-primero permite resolver por la tasa de retorno de equilibrio de un activo j como sigue
E(Ri) = Rf +βj (E(Rm) – Rf)
donde:
βj =  (Rf – qj)/(Rf – qm)
Rf es la tasa de interés sin riesgo
qj es el fractil α de la distribución del retorno del activo j, es decir, Pr(Rj ≤ qj) = α
qm es el fractil α de la distribución del mercado.
βj es la razón que la pérdida de retorno del activo j incurriría con probabilidad α a la pérdida de retorno que el mercado puede incurrir con probabilidad α. In otras palabras, es la contribución del activo j a la pérdida de retorno admisible en el porfolio del mercado. Esta medida de riesgo sistemático tiene un significado similar al coeficiente beta (finanzas) del CAPM pero el fractil α es una mejor medida de aversión a la pérdida que el segundo momento supuesto por el CAPM porque él está basado solamente en desviaciones hacia la izquierda de la distribución de retornos.
Solo en casos en la distribución de retornos es normal o estable Paretiana, o la información esta limitada a sus dos primeros momentos tal que se requiere el uso de una inecuación de Tchebycheff,
βj = (Rf – qj)/(Rf – qm) =  cov(Rj, Rm)/var(Rm)
como en el CAPM estándar. In este sentido, este último permite la existencia de inversores con preferencias lexicográficas de seguridad-primero cuando la distribución de retornos es normal o estable, pero el modelo de valoración de activos con aversión a la pérdida generaliza el CAPM más allá de los supuestos restrictivos del CAPM estándar.

## Preferencias lexicográficas y sus bases psicológicas
Las preferencias lexicográficas constituyen una desviación de la teoría de la utilidad esperada de Von Neumann y Morgenstern porque no son compatibles con los axiomas de continuidad e independencia y, por ello, permiten comportamiento que no es consistente con dicha teoría como ocurre con la paradoja de Allais y la teoría prospectiva. Las bases psicológicas de aversión a la pérdida fueron dadas en el trabajo pionero de Kurt Lewin y las pruebas experimentales de Sidney Siegel de la teoría del nivel de aspiración. Mas recientemente, Daniel Kahneman y Amos Tversky proveyeron la estructura para integrar psicología y economía, así como las bases de la teoría de selección de portafolios bajo aversión a la pérdida.

## Extensiones y aplicaciones
Las contribuciones originales sobre aversión a riesgo con seguridad-primero han recibido renovado interés en parte como consecuencia de las crisis financieras que ha tenido lugar en el nuevo milenio y el renovado reconocimiento de la aversión a la pérdida de los inversores. Algunas de estas contribuciones son:
Jansen, D. W., K.G. Koedijk and C. G. de Vries (2000), “Portfolio selection with limited downside risk,” Journal of Empirical Finance, 7, 247-269.. Consultado el 15 de septiembre de 2020.
Shefrin, H. and M. Statman, “Behavioral Portfolio Theory,” The Journal of Financial and Quantitative Analysis, 35, n.º 2 (2000) 127-151.. Consultado el 15 de septiembre de 2020.
Campbell, R., R. Huisman and K. Koedijk (2001), “Optimal portfolio selection in a Value-at-Risk framework,” Journal of Banking and Finance, 25, 1789-1904.
. Consultado el 15 de septiembre de 2020.
Susmel, R. (2001), “Extreme observations and diversification in Latin American emerging equity markets,” Journal of International Money and Finance, 20, 971-986.
. Consultado el 15 de septiembre de 2020.
Haque, M., M. K. Hassan and O. Varela (2004), “Safety-first portfolio optimization for US investors in emerging global, Asian and Latin American markets,” Pacific-Basin Finance Journal, 12, 91-116. . Consultado el 15 de septiembre de 2020.
Haque, M., O. Varela and M. K. Hassan (2007), “Safety-first and extreme value bilateral U.S.-Mexican portfolio optimization around peso crisis and NAFTA in 1994,” The Quarterly Review of Economics and Finance, 47, 449-469.. Consultado el 15 de septiembre de 2020.
Zhou, C. (2010), “Dependence structure of risk factors and diversification effects,” Insurance: Mathematics and Economics, 46, 531-540.
. Consultado el 15 de septiembre de 2020.
Haque, M. and O. Varela (2010), “Safety-first portfolio optimization after September 11, 2001,” The Journal of Risk Finance, Vol. 11 n.º 1, 20-61.
. Consultado el 15 de septiembre de 2020.
Hyung, N. and C. G. de Vries (2007), “Portfolio selection with heavy tails,” Journal of Empirical Finance, 14, 383-400.
. Consultado el 15 de septiembre de 2020.
Hyung, N. and C. G. de Vries (2012), “Simulating and calibrating diversification against black swans,” Journal of Economic Dynamics & Control, 36, 1162-1175.. Consultado el 15 de septiembre de 2020.
Hammoundeh, S., P. Araujo Santos and A. Al-Hassan (2013), “Downside risk management and VaR-based optimal portfolios for precious metals, oil and stocks,” North American Journal of Economics and Finance, 25, 318-334.. Consultado el 15 de septiembre de 2020.
Riella, G. and R. Teper (2014), “Probabilistic dominance and status quo bias,” Games and Economic Behavior, 87, 288-304.. Consultado el 15 de septiembre de 2020.
Atilgan, Y, T. G. Bali, K. O. Demirtas and A. D. Gunaydin (2020), “Left-tail momentum: Underreaction to bad news, costly arbitrage and equity returns,” Journal of Financial Economics, 135, 725-753. . Consultado el 15 de septiembre de 2020.
Rhee, S. G. and F. (H.) Wu (2020), “Conditional extreme risk, black swan hedging, and asset pricing,” Journal of Empirical Finance, 58, 412-435.. Consultado el 15 de septiembre de 2020.